# Thinodromus croceipes
Thinodromus croceipes är en skalbaggsart som först beskrevs av Fauvel 1868.  Thinodromus croceipes ingår i släktet Thinodromus och familjen kortvingar. Inga underarter finns listade i Catalogue of Life.